# Kanton Vorsfelde
Der Kanton Vorsfelde bestand von 1807 bis 1813 im Distrikt Helmstedt im Departement der Oker im Königreich Westphalen und wurde durch das Königliche Decret vom 24. Dezember 1807 gebildet. Zuvor hatte die französische Besatzungsmacht das Amt Vorsfelde aufgelöst und in den Kanton eingegliedert, der auch die zuvor preußischen bzw. magdeburgischen Orte Wolfsburg und Heßlingen einschloss.

## Gemeinden
- Vorsfelde mit Wendschott
- Wolfsburg
- Wipper-Mühle mit Wipper-Haus
- Brechdorf
- Rühen
- Eischott
- Brachstedt mit Velsroven
- Warmenau mit Kestorf
- Hötlingen mit Tiddisch
- Bergfeld mit Ahnebeck
- Parsau sowie Heslingen